# 二水桃山廟
二水桃山廟位在彰化縣二水鄉合和村山腳路二段386號，創建於清順治年間，奉祀主神為哪吒三太子，金吒元帥大太子，木吒元帥二太子同祀左右，是二水鄉一帶宗教信仰的中心。其源於福建省漳州府湖洲縣白沙坑翠堡的祖宮『桃花宮』分靈而至此，並保留明宣宗年間之香爐壹只，距今有五百多年的歷史，為鎮殿之寶，在每年農曆八月十六、十七日，是桃仔宅一帶最熱鬧的日子，信徒們都會準備牲禮果品，虔誠的到廟去參拜。

## 奉祀神祇
- 一樓正殿主祀哪吒三太子腳踏風火輪，金吒元帥大太子騎獅，木吒元帥二太子騎虎同祀左右，右配祀開台聖王-鄭成功，左配祀福德正神[2]。
- 二樓凌霄寶殿奉祀玉皇大帝，另玄天上帝、二上帝、三上帝同祀，右配祀觀音佛祖，左配祀神農大帝。

## 外部連結
- 二水桃山廟（页面存档备份，存于）
- 二水鄉公所